# Eopsaltria
Genre
Les Miros ou Eopsaltria forment un genre de passereaux endémiques d'Australie.

## Liste des espèces
D'après la classification de référence (version 8.2, 2018) du Congrès ornithologique international (ordre phylogénique) :
- Eopsaltria australis – Miro à poitrine jaune
- Eopsaltria griseogularis – Miro à poitrine grise